# Sarmstorf
Sarmstorf ist eine Gemeinde im Landkreis Rostock in Mecklenburg-Vorpommern (Deutschland). Die Gemeinde wird vom Amt Güstrow-Land mit Sitz in der nicht amtsangehörigen Stadt Güstrow verwaltet.

## Geografie
Das an der Bundesstraße 103 gelegene Dorf zwischen Güstrow und Laage befindet sich in einem leicht hügeligen Gebiet, das nach Osten zum breiten Urstromtal der Recknitz abfällt.
Umgeben wird Sarmstorf von den Nachbargemeinden Laage im Norden, Kuhs im Nordosten, Plaaz im Osten, Güstrow im Süden, Lüssow im Westen sowie Mistorf im Nordwesten.
Zu Sarmstorf gehört der Ortsteil Bredentin.

## Geschichte
Sarmstorf tauchte 1339 erstmals in einer Urkunde auf. In der seit jeher von der Landwirtschaft geprägten Gemeinde ist die barocke Dorfkapelle sowie ein Denkmal, das der Bodenreform nach 1945 gewidmet ist, sehenswert.

## Politik

### Gemeindevertretung und Bürgermeister
Der Gemeinderat besteht (inkl. Bürgermeisterin) aus 6 Mitgliedern. Die Wahl zum Gemeinderat am 26. Mai 2019 hatte folgende Ergebnisse:
| Partei/Bewerber              | Prozent | Sitze |
| ---------------------------- | ------- | ----- |
| Wählergemeinschaft Sarmstorf | 94,91   | 6     |

Bürgermeisterin der Gemeinde ist Marita Breitenfeldt, sie wurde mit 75,19 % der Stimmen  gewählt.

## Sehenswürdigkeiten
- Dorfkapelle in Sarmstorf auf dem Anger

→ Siehe auch Liste der Baudenkmale in Sarmstorf

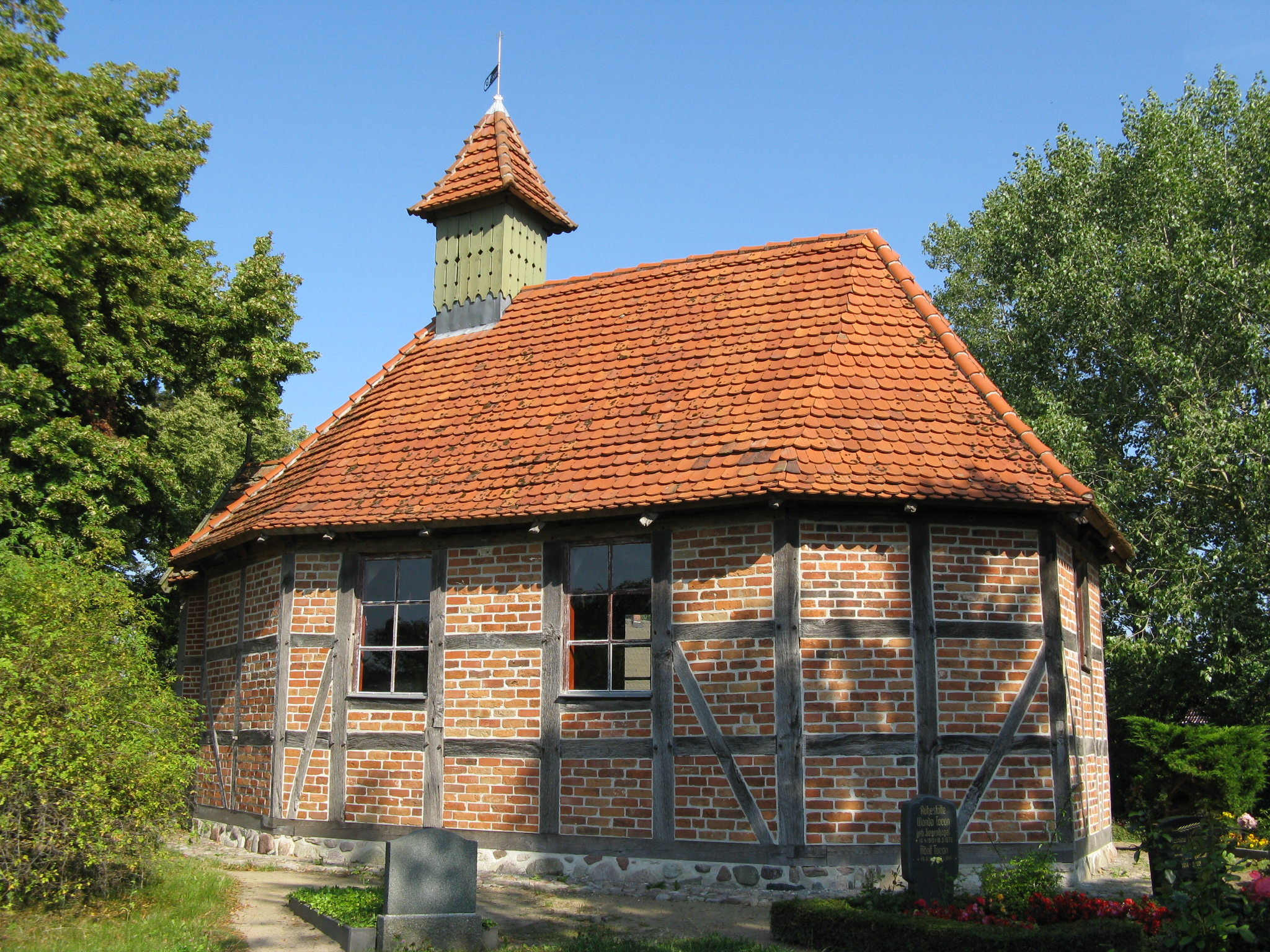
Dorfkapelle in Sarmstorf

## Verkehrsanbindung
Die Auffahrt Laage (A 19 Berlin – Rostock) ist sechs Kilometer entfernt, zehn Kilometer nördlich liegt der Flughafen Rostock-Laage. In der nahen Kreisstadt Güstrow besteht Bahnanschluss.